# Université d'État de Jackson
Pour les articles homonymes, voir JSU.
L'université d'État de Jackson (en anglais : Jackson State University ou JSU) est une université américaine située à Jackson dans le Mississippi.
Les Tigers de Jackson State représentent les couleurs de l'université au sein des compétitions sportives de la NCAA.

## Anciens élèves notables
- Laphonza Butler, sénatrice des États-Unis
- Junaid Hafeez, universitaire pakistanais
- Rod Paige, homme politique afro-américain
- Walter Payton, joueur de football américain
- Emmelie Prophète, écrivain, journaliste haïtienne
- Jackie Slater, joueur de football américain
- Bennie Thompson, représentant des États-Unis
- Cassandra Wilson, chanteuse de jazz

## Source
- (en) Cet article est partiellement ou en totalité issu de l’article de Wikipédia en anglais intitulé « Jackson State University » (voir la liste des auteurs).